# Kangana Ranaut
Kangana Ranaut ou Kangna Ranaut, née le 23 mars 1987 à Bhambla (Himachal Pradesh), est une actrice indienne qui joue dans des films de Bollywood et de Kollywood.
Elle commence sa carrière d'actrice à Bollywood et connait le succès dans les années 2000 avec Gangster: A Love Story (2006), Woh Lamhe (2006), et Life in a... Metro (2007).
Elle accède à la célébrité en 2009 recevant le prix du meilleur second rôle féminin aux Filmfare Awards et aux National Film Awards pour son interprétation dans Fashion. Six ans plus tard, elle est de nouveau distinguée dans ces deux cérémonies où on lui remet le prix de la meilleure actrice pour Queen.

## Jeunesse et vie privée
Kangana Ranaut (hindi : कंगना रानौत) est née le 23 mars 1987 à Bhambla près de la petite ville touristique de Manali dans l'État de l'Himachal Pradesh (Inde). Sa mère est institutrice et son père est un homme d'affaires dont les ancêtres rajputs ont quitté leur ville d'origine, Jaipur, pour s'installer dans l'Himalaya.
Kangana Ranaut suit sa scolarité à Dehradun puis commence des études supérieures qu'elle abandonne rapidement pour se consacrer au mannequinat.
De 2004 à 2009 Kangana Ranaut fréquente l'acteur Aditya Pancholi, mais le couple se sépare du fait de la violence physique et verbale de ce dernier. Elle entame alors une brève idylle avec Adhyayan Suman. En 2012, elle entretient une relation amoureuse avec Nicholas Lafferty, un médecin britannique.

## Carrière

### Théâtre
Elle commence sa carrière de comédienne à Delhi avec la troupe de théâtre Asmita où elle est formée par l'éminent metteur en scène Arvind Gaur dont elle suit les ateliers. Elle joue dans plusieurs pièces dont Taledanda du dramaturge renommé Girish Karnad. 

### Cinéma

#### Débuts (2006-2007)
Ayant fait ses preuves au théâtre, Kangna Ranaut s'installe à Bombay pour tenter sa chance au cinéma. Après plusieurs tentatives infructueuses, elle est repérée dans un café par le réalisateur Anurag Basu qui lui offre le rôle principal féminin  dans Gangster: A Love Story (2006) aux côtés d'Emraan Hashmi. C'est un succès critique et commercial dans lequel son interprétation est particulièrement saluée, lui permettant de recevoir le Filmfare Award du meilleur espoir féminin. Puis, suivent Woh Lamhe (Mohit Suri, 2006) bien accueilli par les critiques et Boom Boom Shakalaka (Suneel Darshan, 2007), film à petit budget éreinté par la presse. La même année Kangana Ranaut joue de nouveau sous la direction d'Anurag Basu dans un film à succès, Life in a... Metro. Elle y incarne une jeune fille ayant perdu ses repères qui recherche l'amour véritable.

#### Percées (2008-2009)

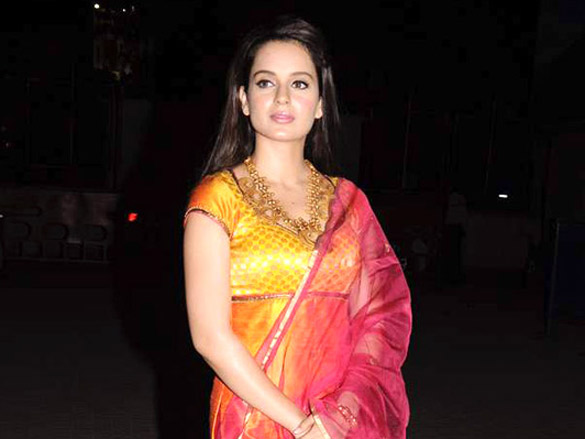
Kangana Ranaut lors de divali pour la promotion de Miley Naa Miley Hum.

En 2008 Kangana Ranaut fait ses débuts dans le cinéma tamoul avec Dhaam Dhoom, dirigé par le regretté Jeeva dont c'est la dernière réalisation. La même année elle joue dans Fashion où elle incarne un top model aux prises avec le succès et la drogue dans un film de Madhur Bhandarkar qui dévoile les dessous du milieu de la mode. Apprécié par le public et la critique, il permet à Kangana Ranaut de devenir une valeur sûre de Bollywood et de récolter à plusieurs reprises le prix du meilleur second rôle féminin, entre autres aux Filmfare Awards, aux IIFA Awards 2009 et aux National Film Awards.
En 2009 Kangana Ranaut retrouve Mohit Suri et Emraan Hashmi dans un film d'horreur, Raaz - The Mystery Continues, suite très attendue de Raaz. Après ce succès, elle tourne dans un film télougou, Ek Niranjan, qui plait au public et aux critiques. 

#### Succès (depuis 2010)
En 2010 on la voit aux côtés d'Ajay Devgan et d'Emraan Hashmi dans Once Upon a Time in Mumbaai de Milan Luthria, film de gangster à succès qui se classe à la 7e place du box office indien.
L'année suivante elle apparaît dans Tanu Weds Manu, une comédie romantique à succès d'Aanand L. Rai. Face à Madhavan, Kangana Ranaut incarne avec brio le rôle de Tanu Trivedi, jeune femme susceptible et lunatique aux prises avec la société patriarcale. La même année elle apparaît dans Game, Double Dhamaal, Rascals et Miley Naa Miley Hum et en 2012 dans Tezz de nouveau avec Ajay Devgan.
En 2013, Kangana Ranaut joue le rôle de Vidya, la petite amie du personnage interprété par John Abraham dans Shootout at Wadala, succès commercial diversement apprécié par la critique. Dans Krrish 3, film de super-héros suite de Koi... Mil Gaya et Krrish, son interprétation de la comparse du méchant (Vivek Oberoi) opposé à Hrithik Roshan, éclipse celle de l'actrice principale, Priyanka Chopra. C'est un des plus grands succès au box-office de l'année avec des recettes qui avoisinent 2 milliards de roupies.
L'actrice ferme l'année avec le décevant Rajjo, film étrillé par la critique et boudé par le public.
En 2014, dans Queen elle interprète le rôle de Rani, une jeune femme qui décide d'aller seule en lune miel après que son fiancé a annulé leur mariage la veille de la cérémonie. Le démarrage est modeste puis la fréquentation des salles s'améliore grâce à de bonnes critiques et un excellent bouche à oreille : avec un scénario solide et original et l'interprétation de Kangana Ranaut qui porte le film, Queen devient le film le plus rentable de l'année. Il permet à son interprète principale de recevoir le prix de la meilleure actrice aux prestigieux Filmfare Awards et National Film Awards.
La même année, elle joue dans Revolver Rani une comédie à l'humour noir dans lequel elle incarne Alka Singh une politicienne déjantée et agressive puis dans Ungli un drame politique dans lequel elle incarne une interne en médecine. Bien que ses performances soient appréciées par la critique, ces deux films ne sont pas des succès commerciaux.
En 2015, dans Tanu Weds Manu Returns Kangana reprend son rôle de Tanu et incarne le rôle de Datto une athlète originaire d'Haryana. Sa prestation est unanimement acclamée par la critique et lui vaut son troisième National Film Award (le second en tant que meilleure actrice). Le film rencontre un énorme succès auprès du public. Il rapporte d'ailleurs 100cr en moins de 2 semaines, fait rare pour un film dans lequel in n'y a pas de superstar.
À la suite du succès de Tanu Weds Manu Returns, les producteurs du film I Love New Year (2013), dans lequel Kangana incarne un professeur des écoles, ont diffusé le film en salle. Le film est daté et reçoit des critiques plutôt négatives. Le film est un échec commercial.
Katti Batti, une comédie romantique dirigé par Nikhil Adhvani, sortie en salle en septembre 2015 ; elle y partage l'écran avec Imran Khan pour la première fois. Le film déçoit. C'est un échec commercial. 
Rangoon est un film de Vishal Bhardwaj dans lequel elle partagera l'affiche avec Saif Ali Khan et Shahid Kapoor. Le film sera légèrement inspiré du film Casablanca et traitera de la guerre durant laquelle des Indiens de l'armée britannique et des Indiens de l'armée de Subhash Chandra Bose s'affrontaient. Le film sorti en salles le 24 février 2017 a été un désastre commercial. Les performances des acteurs ont cependant été saluées par les critiques.  
Dans Simran la réalisation d'Hansal Mehta, Kangana incarne le rôle d'une Indienne originaire du Gujurat et vivant aux États-Unis impliquée dans des activités illégales. Le film a été exclusivement tourné aux États-Unis.  
Kangana incarnera Lakshmî Bâî à l'écran dans Manikarnika - The Queen of Jhansi. Le film sera réalisé par Krish, un réalisateur de l'industrie Télougou, et écrit par KV Vijayendra Prasad, qui a écrit Baahubali et Bajrangi Bhaijaan. Kangana jouera ensuite un thriller aux côtés de Rajkummar Rao avec qui elle avait partagé l'affiche du film Queen.

## Filmographie

### Actrice
| Année   | Film                            | Rôle                                         | Réalisateur              | Partenaire(s)                                          | Notes                           |
| ------- | ------------------------------- | -------------------------------------------- | ------------------------ | ------------------------------------------------------ | ------------------------------- |
| 2006    | Gangster: A Love Story          | Simran                                       | Anurag Basu              | Emraan Hashmi, Shiney Ahuja                            |                                 |
| 2006    | Woh Lamhe                       | Sana Azim                                    | Mohit Suri               | Shiney Ahuja                                           |                                 |
| 2007    | Shakalaka Boom Boom             | Ruhi                                         | Suneel Darshan           | Bobby Deol, Upen Patel, Celina Jaitley                 |                                 |
| 2007    | Life in a... Metro              | Neha                                         | Anurag Basu              | Kay Kay Menon, Sharman Joshi                           |                                 |
| 2008    | Dhaam Dhoom                     | Shenba                                       | Jeeva                    | Jayam Ravi                                             | Film tamoul                     |
| 2008    | Fashion                         | Shonali Gujral                               | Madhur Bhandarkar        | Priyanka Chopra, Arbaaz Khan                           |                                 |
| 2009    | Raaz - The Mystery Continues    | Nanditta Chopra                              | Mohit Suri               | Emraan Hashmi                                          |                                 |
| 2009    | Vaada Raha                      | Pooja                                        | Samir Karnik             |                                                        | Caméo                           |
| 2009    | Ek Niranjan                     | Sameera                                      | Puri Jagannadh           | Prabhas, Sonu Sood                                     | Film télougou                   |
| 2010    | Kites                           | Gina B. Grover                               | Anurag Basu              | Hrithik Roshan, Bárbara Mori                           |                                 |
| 2010    | Once Upon a Time in Mumbaai     | Rehana                                       | Milan Luthria            | Ajay Devgan, Emraan Hashmi                             |                                 |
| 2010    | Knock Out                       | Nidhi Shrivastav                             | Mani Shankar             | Sanjay Dutt, Irfan Khan                                |                                 |
| 2010    | No Problem                      | Sanjana                                      | Anees Bazmee             | Anil Kapoor, Sanjay Dutt, Akshaye Khanna               |                                 |
| 2011    | Tanu Weds Manu                  | Tanuja "Tanu" Trivedi                        | Aanand L. Rai            | Madhavan, Jimmy Shergill                               |                                 |
| 2011    | Game                            | Sia Agnihotri                                | Abhinay Deo              | Abhishek Bachchan, Jimmy Shergill                      |                                 |
| 2011    | Ready                           | Kiran                                        | Anees Bazmee             |                                                        | Caméo                           |
| 2011    | Double Dhamaal                  | Kiya Nayak                                   | Indra Kumar              | Sanjay Dutt, Ritesh Deshmukh, Arshad Warsi             |                                 |
| 2011    | Rascals                         | Khushi                                       | David Dhawan             | Sanjay Dutt, Ajay Devgan, Arjun Rampal                 |                                 |
| 2011    | Miley Naa Miley Hum             | Anishka Shrivastava                          | Tanveer Khan             | Chirag Paswan, Neeru Bajwa                             |                                 |
| 2012    | Tezz                            | Nikita Malhotra                              | Priyadarshan             | Ajay Devgan, Anil Kapoor                               |                                 |
| 2013    | Shootout at Wadala              | Vidya Joshi                                  | Sanjay Gupta             | John Abraham, Anil Kapoor                              |                                 |
| 2013    | Krrish 3                        | Kaya                                         | Rakesh Roshan            | Hrithik Roshan, Priyanka Chopra, Vivek Oberoi          |                                 |
| 2013    | Rajjo                           | Rajjo                                        | Vishwas Patil            | Mahesh Manjrekar, Prakash Raj                          |                                 |
| 2014    | Queen                           | Rani Mehra                                   | Vikas Bahl               | Rajkumar Rao                                           | Dialoguiste                     |
| 2014    | Revolver Rani                   | Alka Singh                                   | Sai Kabir                | Vir Das (en)                                           |                                 |
| 2014    | Ungli                           | Maya Khan                                    | Rensil D'Silva           | Emraan Hashmi, Sanjay Dutt, Neha Dhupia, Randeep Hooda |                                 |
| 2015    | Tanu Weds Manu Returns          | Kusum "Datto" Sangwan/ Tanuja "Tanu" Trivedi | Aanand L. Rai            | Madhavan, Jimmy Shergill                               |                                 |
| 2015    | I Love New Year                 | Tikku Verma                                  | Vinay Sapru, Radhika Rao | Sunny Deol, Naveen Chowdhury, Tannishtha Chatterjee    |                                 |
| 2015    | Katti Batti                     | Payal                                        | Nikhil Advani            | Imran Khan                                             |                                 |
| 2017    | Rangoon                         | Miss Julia                                   | Vishal Bhardwaj          | Saif Ali Khan, Shahid Kapoor                           |                                 |
| 2017    | Simran                          | Praful Patel                                 | Hansal Mehta             | Sohum Shah                                             |                                 |
| 2019    | Manikarnika The Queen of Jhansi | Rani Lakshmi Bai                             | Krish                    | Ali Fazal, Ankita Lokhande                             |                                 |
| 2019    | Judgemental hai Kya?            | Bobby                                        | Prakash Kovelamudi       | Rajkummar Rao                                          | Post-production                 |
| Projets | Panga                           | TBA                                          | Ashwiny Iyer Tiwari      |                                                        | Annoncé                         |
| Projets | Thalaivi                        | Jeja                                         | A.L.Vijay                | Aravind Swami                                          | Titre tamoul : Thalaivi Annoncé |
| Projets | Dhaakad                         | TBA                                          | Razneesh 'Ray' Ghai      |                                                        | Annoncé                         |

### Réalisatrice
| Année  | Titre     | Fonction                                | Notes |
| ------ | --------- | --------------------------------------- | ----- |
| Projet | The Touch | Réalisatrice, scénariste et productrice |       |

## Distinctions
| Année | Film                          | Prix                                           | Catégorie                                               | Résultat   | Ref(s)           |
| ----- | ----------------------------- | ---------------------------------------------- | ------------------------------------------------------- | ---------- | ---------------- |
| 2006  | Gangster                      | Global Indian Film Awards                      | Meilleur espoir féminin                                 | Lauréat    | [ 19 ]           |
| 2006  | Gangster                      | Global Indian Film Awards                      | Meilleure actrice                                       | Nomination | [ 20 ]           |
| 2007  | Gangster                      | Asian Festival of First Films                  | Best Actress                                            | Lauréat    | [ 21 ]           |
| 2007  | Gangster                      | Bollywood Movie Awards                         | Meilleur espoir féminin                                 | Lauréat    | [ 21 ]           |
| 2007  | Gangster                      | Filmfare Awards                                | Meilleur espoir féminin                                 | Lauréat    | [ 21 ]           |
| 2007  | Gangster                      | International Indian Film Academy Awards       | Meilleur espoir féminin                                 | Lauréat    | [ 21 ]           |
| 2007  | Gangster                      | International Indian Film Academy Awards       | Meilleure actrice                                       | Nomination | [ 22 ]           |
| 2007  | Gangster                      | Screen Awards                                  | Meilleur espoir féminin                                 | Lauréat    | [ 21 ]           |
| 2007  | Gangster                      | Stardust Awards                                | Superstar of Tomorrow – Female                          | Lauréat    | [ 21 ]           |
| 2007  | Gangster                      | Zee Cine Awards                                | Meilleur espoir féminin                                 | Lauréat    | [ 21 ]           |
| 2008  | Life in a... Metro            | Stardust Awards                                | Breakthrough Performance – Female                       | Lauréat    | [ 21 ]           |
| 2009  | Fashion                       | Bollywood Hungama Surfers' Choice Movie Awards | Best Actress in a Supporting Role                       | Lauréat    | [ 23 ]           |
| 2009  | Fashion                       | Filmfare Awards                                | Meilleure actrice dans un second rôle                   | Lauréat    | [ 21 ]           |
| 2009  | Fashion                       | International Indian Film Academy Awards       | Meilleure actrice dans un second rôle                   | Lauréat    | [ 21 ]           |
| 2009  | Fashion                       | National Film Awards                           | Meilleure actrice dans un second rôle                   | Lauréat    | [ 21 ]           |
| 2009  | Fashion                       | Screen Awards                                  | Meilleur second rôle féminin                            | Nomination | [ 24 ]           |
| 2009  | Fashion                       | Star Guild Awards                              | Best Actress in a Supporting Role                       | Lauréat    | [ 21 ]           |
| 2009  | Fashion                       | Stardust Awards                                | Best Supporting Actress                                 | Lauréat    | [ 21 ]           |
| 2011  | Once Upon a Time in Mumbaai   | The Global Indian Film and TV Honours          | Best Actor in a Supporting Role – Female                | Nomination | [ 25 ]           |
| 2011  | Once Upon a Time in Mumbaai   | Stardust Awards                                | Best Actress – Thriller/Action                          | Nomination | [ 24 ]           |
| 2011  | Once Upon a Time in Mumbaai   | Zee Cine Awards                                | Best Actor in a Supporting Role – Female                | Nomination | [ 26 ]           |
| 2012  | Tanu Weds Manu                | The Global Indian Film and TV Honours          | Best Actor – Female (Jury)                              | Lauréat    | [ 27 ]           |
| 2012  | Tanu Weds Manu                | The Global Indian Film and TV Honours          | Best Actor – Female (Popular)                           | Nomination | [ 28 ]           |
| 2012  | Tanu Weds Manu                | International Indian Film Academy Awards       | Best Actress                                            | Nomination | [ 29 ]           |
| 2012  | Tanu Weds Manu                | Screen Awards                                  | Best Actress                                            | Nomination | [ 30 ]           |
| 2012  | Tanu Weds Manu                | Star Guild Awards                              | Best Actress in a Leading Role                          | Nomination | [ 29 ]           |
| 2012  | Tanu Weds Manu                | Stardust Awards                                | Best Actress – Comedy/Romance                           | Nomination | [ 29 ]           |
| 2012  | Tanu Weds Manu                | Zee Cine Awards                                | Best Actor – Female                                     | Nomination | [ 31 ]           |
| 2014  | Krrish 3                      | Bollywood Hungama Surfers' Choice Movie Awards | Best Actress in a Supporting Role                       | Nomination | [ 32 ]           |
| 2014  | Krrish 3                      | IBNLive Movie Awards                           | Best Actress in a Supporting Role                       | Nomination | [ 33 ]           |
| 2014  | Krrish 3                      | International Indian Film Academy Awards       | Best Supporting Actress                                 | Nomination | [ 34 ]           |
| 2014  | Krrish 3 / Shootout at Wadala | Screen Awards                                  | Best Actress (Popular Choice)                           | Nomination | [ 35 ]           |
| 2014  | Krrish 3                      | Screen Awards                                  | Best Villain                                            | Nomination | [ 35 ]           |
| 2014  | Krrish 3                      | Star Guild Awards                              | Best Actress in a Supporting Role                       | Nomination | [ 36 ]           |
| 2014  | Krrish 3                      | Zee Cine Awards                                | Best Actor in a Supporting Role – Female                | Nomination | [ 29 ]           |
| 2014  | —                             | NDTV Indian of the Year                        | Actor of the Year                                       | Lauréat    | [ 37 ]           |
| 2014  | —                             | Vogue Beauty Awards                            | Beauty of the Year                                      | Lauréat    | [ 38 ]           |
| 2014  | —                             | GR8! Women Awards                              | Distinction in Cinema – Acting                          | Lauréat    | [ 39 ]           |
| 2014  | Queen                         | Indian Film Festival of Melbourne              | Best Actress                                            | Lauréat    | [ 40 ]           |
| 2014  | Queen                         | Stardust Awards                                | Best Actress                                            | Lauréat    | [ 41 ]           |
| 2014  | Queen                         | Stardust Awards                                | Star of the Year – Female                               | Nomination | [ 42 ]           |
| 2014  | Queen                         | BIG Star Entertainment Awards                  | Most Entertaining Actor (Film) – Female                 | Nomination | [ 43 ]           |
| 2014  | Queen                         | BIG Star Entertainment Awards                  | Most Entertaining Actor in a Social/Drama Film – Female | Nomination | [ 43 ]           |
| 2015  | Queen                         | Star Guild Awards                              | Best Actress in a Leading Role                          | Nomination | [ 44 ]           |
| 2015  | Queen                         | Star Guild Awards                              | Best Dialogue (shared with Anvita Dutt Guptan)          | Nomination | [ 44 ]           |
| 2015  | Queen                         | Screen Awards                                  | Best Actress                                            | Nomination | [ 45 ]           |
| 2015  | Queen                         | Screen Awards                                  | Best Actress (Popular Choice)                           | Nomination | [ 46 ]           |
| 2015  | Queen                         | Filmfare Awards                                | Best Actress                                            | Lauréat    | [ 47 ]           |
| 2015  | Queen                         | Bollywood Hungama Surfers' Choice Movie Awards | Best Actress                                            | Lauréat    | [ 48 ]           |
| 2015  | Queen                         | National Film Awards                           | Best Actress                                            | Lauréat    | [ 49 ]           |
| 2015  | —                             | CNN-IBN Indian of the Year                     | Special Achievement Award                               | Lauréat    | [ 50 ]           |
| 2015  | Queen                         | Arab Indo Bollywood Awards                     | Best Actress in a Leading Role                          | Lauréat    | [ 51 ]           |
| 2015  | Queen                         | Arab Indo Bollywood Awards                     | Best Playback Dialogue (shared with Anvita Dutt Guptan) | Lauréat    | [ 51 ]           |
| 2015  | Queen                         | International Indian Film Academy Awards       | Best Actress                                            | Lauréat    | [ 52 ]           |
| 2015  | Tanu Weds Manu Returns        | Stardust Awards                                | Best Actress                                            | Nomination | [ 53 ]           |
| 2015  | Tanu Weds Manu Returns        | BIG Star Entertainment Awards                  | Most Entertaining Actor in a Comedy Film – Female       | Nomination | [ 54 ]           |
| 2015  | Tanu Weds Manu Returns        | BIG Star Entertainment Awards                  | Most Entertaining Actor in a Romantic Film – Female     | Nomination | [ 54 ]           |
| 2015  | Tanu Weds Manu Returns        | BIG Star Entertainment Awards                  | Most Entertaining Actor in a Drama Film – Female        | Nomination | [ 54 ]           |
| 2016  | Tanu Weds Manu Returns        | Screen Awards                                  | Best Actress (Popular Choice)                           | Nomination | [ 55 ]           |
| 2016  | Tanu Weds Manu Returns        | Screen Awards                                  | Best Actress                                            | Nomination | [ 55 ]           |
| 2016  | Tanu Weds Manu Returns        | Star Guild Awards                              | Best Actress in a Leading Role                          | Nomination | [ 56 ]           |
| 2016  | Tanu Weds Manu Returns        | Filmfare Awards                                | Critics Award for Best Actress                          | Lauréat    | [réf. souhaitée] |
| 2016  | Tanu Weds Manu Returns        | Filmfare Awards                                | Best Actress                                            | Nomination | [ 57 ]           |
| 2016  | Tanu Weds Manu Returns        | Zee Cine Awards                                | Best Actor - Female                                     | Nomination |                  |
| 2016  | Tanu Weds Manu Returns        | Zee Cine Awards                                | Critic Award for Best Actor -Female                     | Nomination |                  |
| 2016  | Tanu Weds Manu Returns        | Times of India Film Awards                     | Best Actor -Female                                      | Lauréat    |                  |
| 2016  | Tanu Weds Manu Returns        | National Film Awards                           | Best Actress                                            | Lauréat    |                  |

## Politique
Ranaut s'identifie aux idéologies de droite et est une partisane du Bharatiya Janata Party (BJP) et du Premier ministre Narendra Modi.
Commentatrice active sur les réseaux sociaux, elle exprime souvent des opinions politiques, parle de son affiliation et de ses activités religieuses et exprime des critiques à l'égard des libéraux ainsi que de l'industrie cinématographique hindi. Ses manières directes et conflictuelles, comme en témoignent plusieurs affrontements publics bien rapportés avec des collègues autour de ses opinions, ont attiré l'attention des médias. En mai 2021, Twitter a suspendu définitivement son compte pour violations répétées des politiques de comportement abusif et de conduite haineuse de l'entreprise. Elle est revenue sur la plateforme lorsque l'interdiction a été levée en janvier 2023.
Ranaut a commenté activement des personnalités politiques, dont certaines ont suscité de sérieuses critiques et réactions négatives de la part de plusieurs dirigeants politiques. Elle a critiqué le ministre en chef de l'époque, Uddhav Thackeray, et son gouvernement pour avoir mal géré la mort de Sushant Singh Rajput en septembre 2020, à la suite de quoi plusieurs dirigeants du Shiv Sena, dont Sanjay Raut, lui ont proféré des menaces de mort. De plus, sur ordre des dirigeants de Shiv Sena, la corporation municipale de Brihanmumbai a publié un avis antidaté pour les modifications illégales de sa maison et a démoli les parties illégales. À la suite de la démolition, la Haute Cour de Bombay a critiqué le BMC et a statué en sa faveur, soulignant que le BMC avait agi avec malveillance et a ordonné au BMC de verser une indemnisation à Ranaut. Compte tenu de la nature des menaces, Ranaut a bénéficié de la sécurité de la force centrale de réserve du gouvernement central.
En mars 2024, elle a été nommée par le BJP comme candidate aux élections générales indiennes de 2024, auxquelles elle s'est présentée dans la circonscription de Mandi. Elle a remporté le siège après avoir été élue contre son principal adversaire Vikramaditya Singh. Le 6 juin 2024, Ranaut a été giflée par un agent de la Force centrale de sécurité industrielle (CISF) à l'aéroport de Chandigarh en réponse aux commentaires qu'elle avait faits sur les agriculteurs qui protestaient contre un ensemble de lois.